# Генералов, Леонид Евстафьевич
Леони́д Евста́фьевич Генера́лов  (3 мая 1937, село Вазьянка, Спасский район, Горьковская область, РСФСР, СССР — 13 августа 1991, Львов, УССР, СССР) — советский военачальник, участник Афганской войны, генерал-полковник (25.04.1990).

## Биография
Родился в крестьянской семье. С 1954 года на службе в Советской Армии. Окончил военное училище. Служил командиром взвода, роты, батальона. Окончил Военную академию имени М. В. Фрунзе. В 1972—1974 годах командовал мотострелковым полком в Прикарпатском военном округе. Окончил Военную академию Генерального штаба Вооруженных Сил СССР. Командовал мотострелковой дивизией. Генерал-майор (14.02.1978).
С октября 1982 года воевал в Афганистане, где он служил сначала в должности первого заместителя командующего, а с 4 ноября 1983 года по 19 апреля 1985 года командовал 40-й армией в составе Ограниченного контингента советских войск. Генерал-лейтенант (28.04.1984).
Генерал армии В. И. Варенников:

«Генерал-лейтенанту Леониду Евстафьевичу Генералову, который принял армию от Ермакова, надо было удержать захваченную инициативу частями 40-й армии. И с этой задачей он справился. Особо успешно вел боевые действия в провинциях. Лично являясь храбрым и энергичным человеком, он мотался по всему Афганистану, побывал во многих переплетах, рискуя своей жизнью. И, несомненно, это положительно сказалось на ходе боевых действий».

Ветеран афганской войны полковник В. М. Чижиков:

«Л. Е. Генералов жестоко спрашивал с тех, кто ложью пытался оправдать потери, подхалимством и лизоблюдством добывал ордена и звания. Сам человек редчайшего мужества, он никогда не прятался за спины солдат. Летел туда, где было невыносимо тяжело, где крайне трудно было разобраться в обстановке. Честный и принципиальный, он никогда не был слепым исполнителем чужой воли. Рискуя собственной карьерой, он на Военных Советах требовал решение афганской войны перевести в русло политики и прямо говорил, что военные выполнили поставленную задачу и контролируют весь Афганистан. Дело — за политиками. Все, что далее смогут военные, это залить кровью весь Афганистан и превратить его в безжизненную пустыню. И теперь можно, наконец, представить себе какие мы могли бы иметь потери, если бы нами не руководили такие люди».

В апреле 1985 года назначен первым заместителем командующего войсками Прикарпатского военного округа. С 1988 года начальник Высших офицерских курсов «Выстрел» (Солнечногорск Московской области).
С 9 января 1990 года — первый заместитель командующего войсками Прикарпатского военного округа. 13 августа 1991 года Генералов скоропостижно скончался от сердечного приступа на военном аэродроме во Львове в возрасте 54 лет. Похоронен в Солнечногорске.

## Награды
- Орден Красного Знамени
- Орден «За службу Родине в Вооружённых Силах СССР» III степени
- Медаль «В ознаменование 100-летия со дня рождения Владимира Ильича Ленина»
- Медаль «20 лет Победы в Великой Отечественной войне 1941—1945 гг.»
- Медаль «Ветеран Вооружённых Сил СССР»
- Медаль «За укрепление боевого содружества»
- Медаль «40 лет Вооружённых Сил СССР»
- Медаль «50 лет Вооружённых Сил СССР»
- Медаль «60 лет Вооружённых Сил СССР»
- Медаль «70 лет Вооружённых Сил СССР»
- Медаль «За безупречную службу» I степени
- Медаль «За безупречную службу» II степени
- Медаль «За безупречную службу» III степени
- Нагрудный знак «Воину-интернационалисту»

Иностранные награды:
- Орден «Звезда» I степени (Афганистан)
- Орден Красного Знамени (Афганистан)
- Орден «Дружба народов» (Афганистан)
- Медаль «Воину-интернационалисту от благодарного афганского народа» (Афганистан)

## Память
- Мемориальная доска установлена в родном селе Вазьянка на доме, в котором он родился и вырос.